# Силвио Мозер
Силвио Мозер (на немски: Silvio Moser) е бивш пилот от Формула 1.
Роден на 24 април 1941 година в Цюрих, Швейцария.

## Формула 1
Силвио Мозер прави своя дебют във Формула 1 в Голямата награда на Германия през 1966 година. В световния шампионат записва 19 състезания като успява да спечели три точки. Състезава се с частен Купър и за отборите на Брабам и Беласи.